# Національний електричний кодекс
Національний електричний кодекс США (англ. The National Electrical Code (NEC), or NFPA 70) є регіональним стандартом для безпечного встановлення електричної проводки та обладнання в Сполучених Штатах. Він є частиною серії Національних протипожежних правил, опублікованих Національною асоціацією протипожежного захисту (NFPA), приватною торговою асоціацією. Незважаючи на використання терміна «національний», він не є федеральним законом. Зазвичай його приймають штати та муніципалітети з метою стандартизації дотримання безпечних електричних методів. У деяких випадках до NEC вносяться поправки, зміни та навіть можуть бути відхилення від регіональних нормативних актів, ухвалених місцевими органами влади.
Національний електричний кодекс США — це «Орган, що має юрисдикцію», перевіряє дотримання цих стандартів.
NEC не слід плутати з Національним кодексом електричної безпеки (NESC), опублікованим Інститутом інженерів з електротехніки та електроніки (IEEE). NESC використовується для систем електроенергії та комунікацій, включаючи повітряні лінії, підземні лінії та електропідстанції.

## Інтернет-ресурси
- Free, restricted access to the NEC online, 1968 through 2023 versions (Must register with the NFPA to access these documents)